# Jo Dong-hyuk
Dans ce nom coréen, le nom de famille, Jeon, précède le nom personnel.
Jo Dong-hyuk (hangeul : 조동혁) est un acteur sud-coréen, né le 11 décembre 1977.

## Biographie
Jo Dong-hyuk entre à l'université de Myongji (en).

## Filmographie

### Longs métrages
- 2002 : Make It Big (en) (일단 뛰어) de Cho Ui-seok (caméo)
- 2004 : Faceless Beauty (얼굴없는 미녀) de Kim In-sik : l'homme aux cheveux bleus
- 2005 : Lover (조난자들) de Kim Tae-eun : un homme
- 2009 : Searching for the Elephant (en) (펜트하우스 코끼리) de Jeong Seung-goo : Min-seok
- 2010 : Camellia (카멜리아) d'Isao Yukisada : Jeong-woo (segment : Kamome)
- 2015 : Love at the End of the World (세상 끝의 사랑) de Kim In-sik : Dong-ha
- 2016 : Dad is Back (아빠가 돌아왔다) de Yoon Yeo-chang : Dong-goo
- 2019 : The Bad Guys: Reign of Chaos (나쁜 녀석들: 더 무비) de Son Young-ho : Jeong Tae-soo (apparition exceptionnelle)

### Séries télévisées
- 2005 : Young-Jae's Golden Days (영재의 전성시대) de Lee Jae-kap
- 2006 : Mr. Good-Bye (미스터 굿바이) de Hwang Ee-kyeong
- 2007 : My Dearest Love (사랑하는 사람아) de Jeong Se-ho et Kim Hong-seon : Lee Sang-min
- 2007 : Likable or Not (en) (미우나 고우나) de Lee Deok-geon : Nah Son-jae
- 2010 : Yaksha (야차) de[Qui ?] : Lee Baek-rok
- 2011 : Brain (en) (브레인) de Song Hyeon-wook et Yoo Hyeon-gi : Seo Joon-seok
- 2012 : I'll Give You The Stars and The Moon (별도 달도 따줄게) de Jeong Seong-hong : Seo Jin-woo
- 2012 : My Daughter Seo-yeong (내 딸 서영이) de Yoo Hyeon-gi : Seong-tae
- 2014 : Inspiring Generation (en) (감격시대 : 투신의 탄생) de Ahn Joon-yong et Kim Jeong-gyoo : Sin I-chi
- 2014 : Bad Guys (나쁜 녀석들) de Kim Jeong-min et Sin Yong-hwi : Jeong Tae-soo
- 2015 : Midnight Diner (en) (심야식당) de Hwang In-roi (apparition exceptionnelle)
- 2015 : Cheo Yong: The Paranormal Detective (처용) de Kang Cheol-woo : le tueur (saison 2)
- 2015-2016 : Investigator Alice (수사관 앨리스) de Park Seon-jae : Jeong Re-oh
- 2016 : The K2 (더 케이투) de Kwak Jeong-hwan (apparition exceptionnelle)
- 2016-2017 : Rude Miss Young-ae (막돼먹은 영애씨 시즌) de Han Sang-jae : Jo Dong-hyeok (saison 15 et 16)
- 2017 : Bad Guys: Vile City (나쁜 녀석들 : 악의 도시) de Han Dong-hwa et Hwang Joon-hyeok : Jeong Tae-soo (apparition exceptionnelle)
- 2018 : The Last Empress (황후의 품격) de Joo Dong-min : Do Ha-yoon
- 2020 : Rugal (루갈) de Kang Cheol-woo : Han Tae-woong